# Sebastià Benasco Martínez
Sebastià Benasco Martínez (Barcelona, 1945) fou jugador, àrbitre i directiu de voleibol.
Jugador en actiu fins a l'any 1968 en el Liceu Francès de Barcelona, el Club Esportiu Hispano Francès i el Picadero Jockey Club, amb el qual va ser subcampió de lliga la temporada 1966-67. Va entrar el 1974 a la Federació Barcelonina de Voleibol, que feia les funcions de Federació Catalana de Voleibol, com a vicepresident, i el 1978 va ser elegit president. Posteriorment va ser reelegit quatre vegades més en el càrrec, sense cap oposició, fins a completar dinou anys com a president. Durant aquests anys, la federació va recuperar el 1983 la seva condició de Federació Catalana amb entitat jurídica pròpia. També va ser àrbitre i entrenador, abans de dedicar-se a les tasques directives.